# Luca Gläser
Luca Gläser (* 13. August 1998 in Schlema) ist ein deutscher Eishockeyspieler, der seit Mai 2022 bei den Blue Devils Weiden aus der DEL2 unter Vertrag steht und dort auf der Position des Stürmers spielt. Zuvor war Gläser unter anderem zwei Jahre für die Fischtown Pinguins Bremerhaven in der Deutschen Eishockey Liga (DEL) aktiv.

## Karriere
Gläser begann mit dem Eishockeyspielen in Crimmitschau, wo er zunächst in einer Spielgemeinschaft des ETC Crimmitschau und des ERC Chemnitz 07 aktiv war. Ab der Saison 2011/12 lief der Stürmer bis zum Sommer 2013 ausschließlich im Nachwuchs des ETC Crimmitschau auf, wo er für die U16 in der Schüler-Bundesliga eine gute Saison spielte, weshalb er auch ein Spiel für die U18 des ETC Crimmitschau absolvierte. Über Crimmitschau ging er eine Saison in die Jugend des ES Weißwasser. Im Sommer 2014 gelang Gläser der Sprung in die Deutsche Nachwuchsliga (DNL) zu den Jungadler Mannheim, mit denen er dreimal die Meisterschaft gewann.
Seine Profikarriere fing in der DEL2 bei den Bayreuth Tigers an, für die er ab der Saison 2017/18 spielte. Zur Saison 2018/19 unterschrieb Gläser einen Vertrag bei den Nürnberg Ice Tigers aus der Deutschen Eishockey Liga (DEL), er sollte dort allerdings für den Kooperationspartner den Bietigheim Steelers spielen, weshalb er sich dazu entschied, wieder zu den Bayreuth Tigers zurückzukehren. Ab der Saison 2019/20 stand der Angreifer bei den Fischtown Pinguins Bremerhaven in der DEL unter Vertrag. Im Dezember 2019 erhielt Gläser eine Förderlizenz für seinen Ausbildungsverein Eispiraten Crimmitschau aus der DEL2, zu denen er nach der Spielzeit 2020/21 fest wechselte.
Im Mai 2022 gab Luca Gläser seinen Wechsel zu den Blue Devils Weiden in die drittklassigen Oberliga bekannt. Mit dem Klub gelang im Frühjahr 2024 der Gewinn der Oberliga-Meisterschaft im Playoff-Finale gegen die Hannover Scorpions und der damit verbundene Aufstieg in die DEL2. Dort schaffte das Team in seinem ersten Jahr den Sprung in die Playoffs.

### International
Für die Juniorennationalmannschaften des Deutschen Eishockey-Bundes kam Gläser ab der Saison 2013/14 zu Einsätzen. Sein einziges großes, internationales Turnier absolvierte der Offensivspieler mit der U20-Junioren-Weltmeisterschaft der Division IA 2018, als er mit der deutschen U20-Nationalmannschaft den dritten Rang belegte. In fünf Turnierspielen gelang ihm dabei eine Torvorlage.

## Erfolge und Auszeichnungen
- 2015 DNL-Meister mit den Jungadler Mannheim
- 2016 DNL-Meister mit den Jungadler Mannheim
- 2017 DNL-Meister mit den Jungadler Mannheim
- 2024 Oberliga-Meister und Aufstieg in die DEL2 mit den Blue Devils Weiden

## Karrierestatistik
Stand: Ende der Saison 2024/25

### International
Vertrat Deutschland bei:
- U20-Junioren-Weltmeisterschaft der Division IA 2018

(Legende zur Spielerstatistik: Sp oder GP = absolvierte Spiele; T oder G = erzielte Tore; V oder A = erzielte Assists; Pkt oder Pts = erzielte Scorerpunkte; SM oder PIM = erhaltene Strafminuten; +/− = Plus/Minus-Bilanz; PP = erzielte Überzahltore; SH = erzielte Unterzahltore; GW = erzielte Siegtore; 1 Play-downs/Relegation; Kursiv: Statistik nicht vollständig)